# مسجد خوجة مصطفى باشا
مسجد خوجة مصطفى باشا ((بالتركية: Koca Mustafa Paşa Camii)‏ . يعرف أيضًا باسم Sünbül Efendi Camii) هو في الأصل مسجد أقيم على أنقاض كنيسة أرثوذكسية شرقية سابقة تقع في إسطنبول بتركيا ويعود تاريخ بناؤها إلى القرن السادس ميلادي. حولها العثمانيون إلى مسجد. وتم تخصيص الكنيسة، باعتبارها الدير المجاور لها، للقديس أندرو في جزيرة كريت، وتمت تسمية القديس أندرو في كريسي أو من خلال الحكم ((باليونانية: Μονὴ τοῦ Ἁγίου Ἀνδρέου ἐν τῇ Κρίσει)‏ ، Mon Hag tοu Hagiοu Andreοu en tē Krisei). على الرغم من تحولها بشكل كبير خلال كل من العصور البيزنطية والعثمانية، إلا أنها ظلت واحدة من الكنائس القليلة في إسطنبول التي لا تزال قائمة، والتي يعود تأسيسها إلى القرن السادس.